# Fidalgo
En contra del que és pugui suposar, la paraula portuguesa fidalgo (filho d'alguna cosa) no significa el mateix que la castellana hidalgo (fill d'alguna cosa). A Castella, el hidalgo era un grau menor de la noblesa. Per contra, a Portugal la fidalguia es va mantenir com un grau superior de l'aristocràcia lusitana, sent només superats en noblesa diferent o principal pels fidalgos seleccionats per la Casa Reial per gaudir de certs els títols portuguesos, els Consellers de Sa Majestat Fidelísima i els Ministres d'Estat.
Entre els fidalgos portuguesos, alguns havien estat nomenats directament per la Casa Reial des de Dom Afons V. Es tractava dels seus criats i servidors directes, encara que també n'havia d'altres grans cases, com la de Bragança, Vila Real, Caminha, etc. El rei establia graus de distinció i de valor de pagament de tinença, per escrit, costum imitat per la borgonyesa Casa Ducal de Bragança envers els seus fidalgos abans de pujar al tron el 1640.
Més tard, els costums van establir la diferència entre els fidalgos de servei efectiu a la Cort, juntament amb els reis, anomenats fidalgo com a exercício, i tots els altres que amb prou feines rebien els honors i les tinences, sense poder entrar lliurement al Paço (Palau Reial, però solament quan el rei de Portugal estava allí; quan viatjava, qualsevol casa on dormís el rei era o Paço)
Per ordre d'importància, els graus entre els Fidalgos de la Casa Real, imitats per les altres grans cases, eren els de Fidalgo Cavaleiro de la Casa Real, Fidalgo Escudeiro de la Casa Real, i Moço Fidalgo de la Casa Real, entre els de primera classe. Els de la segona categoria eren anomenats Cavaleiro Fidalgo de la Casa Real, Escudeiro Fidalgo de la Casa Real, i Moço de la Câmara. Fora de la Casa Reial, estaven també els Fidalgos de Solar Conhecido, amb privilegis jurídics propis, amb dret a l'ús exclusiu de l'escut del seu jefia ou jefias familiars, ja que eren també considerats legalment caps d'un llinatge noble, i la seva casa era el solar o la seu d'aquests llinatges; per la seva banda, els Fidalgos de Cota d'Armes, eren la porta d'entrada per la fidalguia per decret reial, i tenien dret a rebre un escut d'armes per a ús personal, podent-ho transmetre a tota la seva descendència.
En la fidalguia generalment s'entrava pels graus inferiors de l'ordre a la qual ja pertanyien els pares o avis del nou fidalgo, i es pujava gradualment, encara que de vegades s'ascendia a un ordre superior segons els serveis prestats al Rei o a la Corona de Portugal. Alguns estrangers també eren agraciats amb algun d'aquests furs de la Casa Reial, o de les Cases Ducals, com a forma de pagament, de prestigi, o d'ascendència a la cort portuguesa, que estava totalment jerarquitzada i centralitzada des de Joan II, a mitjans del segle xv.